# Erol Gelenbe
Sami Erol Gelenbe (né le 22 août 1945 à Istanbul) est un ingénieur, mathématicien et informaticien franco-turc. Sa carrière internationale le conduit depuis la Turquie vers les États-Unis, la France, la Belgique, le Royaume-Uni et la Pologne, et dans chaque pays il est professeur d'université et chef d'équipes parfois importantes.
Il est connu pour ses travaux concernant l'évaluation des performances de systèmes et réseaux informatiques. Il a inventé le concept mathématique du réseau aléatoire, dont des modèles mathématiques tels que les "G-networks", en calculant une solution mathématique explicite de grands réseaux avec éléments de contrôle tels que le re-routage pour des raisons de re-équilibrage de charge, ou l'élimination d’excès de trafic pour réduire la surcharge éventuelle du réseau. Il a aussi inventé le "réseau neuronal aléatoire" et ses algorithmes d'apprentissage par gradient de complexité O(n^3) pour un réseau avec n neurones, et ses algorithmes d'apprentissage profond.
Ses travaux lui valent le grand prix France Télécom de l'Académie des sciences de France (1996), le prix de l'ACM sur les mesures et modèles de performances "ACM SIGMETRICS Life-Time Achievement Award (2008)", la médaille Oliver Lodge décernée par l'Institution of Engineering and Technology (2010) de Grande-Bretagne, le prix Mustafa décerné par la Fondation Pardis (2017), et en 2019 il est l'un des 18 scientifiques qui se voient décerner le titre de IFIP Fellow pour célébrer le 60e anniversaire de l' International Federation of Information Processing. Il est élu membre de Academia Europaea, de l'Académie des technologies (2008, France), de l'Académie royale des sciences, des lettres et des beaux-arts de Belgique (2015), Académie polonaise des sciences (2013), de Turquie (2011), et Membre Honoraire de l'Académie hongroise des sciences (2010) et de l'Académie des sciences du monde islamique,(2022).

## Biographie
Erol Gelenbe, descend du mathématicien ottoman Gelenbevi Ismail Efendi (en) qui travailla avec le Baron de Tott(voir p. 1785) dans la première école d'ingénieurs de l'Empire ottoman à la fin du XVIIIe siècle. Diplômé en 1962 du Ankara Koleji, Erol Gelenbe obtient son diplôme d'ingénieur de l'université technique du Moyen-Orient à Ankara qui lui accorde le « prix K. K. Clarke » du meilleur projet de recherche pour son travail de fin d'études sur la réalisation de mémoires magnétiques à flux partiel. Il obtient une bourse Américaine Fulbright pour poursuivre ses études à l'université polytechnique de New York où il obtient le Master puis le Ph.D. sur les automates stochastiques avec restrictions structurelles, sous la supervision de Edward J. Smith (1970).
Il rejoint l'université du Michigan (Ann Arbor) en qualité d'Assistant professor, et en 1971, il est élu à la 2e chaire d'informatique de l'université de Liège, auprès du professeur Danny Ribbens, mais à la suite de difficultés administratives il n'obtient pas le poste immédiatement et passe une année à l'INRIA, à Rocquencourt, de 1972 à 1973, et crée une équipe de modélisation de systèmes qui donnera lieu au logiciel industriel QNAP. En 1973, il obtient le Doctorat d'État ès Sciences sous la direction de Jacques-Louis Lions, son patron au LABORIA.
En 1973, la Belgique valide son élection à la chaire de l'Institut Montefiore de l'université de Liège, et il s'y rend tout en continuant à diriger son équipe de Rocquencourt à temps partiel. Il reste lié au professeur Ribbens, mais quitte Liège en 1979 avant d'avoir pu obtenir une autorisation régulière de séjour, pour devenir professeur à l'université Paris XI (Paris-Sud, Orsay) où il participe création du laboratoire d'informatique ainsi que de l'école doctorale et développe une longue collaboration avec France-Télécom.
Il forme de nombreux élèves jusqu'au doctorat d'État à Paris, dont plusieurs étudiants de renom et est cité parmi les 25 directeurs de thèse les plus prolifiques en sciences mathématiques. Il collabore aussi sur le plan scientifique avec la Belgique, la Turquie, l'Égypte, la Hongrie, l'Italie, la Pologne, Israël, les États-Unis et la Russie, et travaille avec son ami Isi Mitrani en Grande-Bretagne. En 1982 il s'intéresse au chômage des jeunes en France et avec Pierre Laffitte et Jean-Jacques Servan-Schreiber, il propose le programme des Volontaires pour la formation à l'informatique des jeunes chômeurs qu'il met en place avec le soutien de la Présidence de la République. Entre les années 1983-1986 il est Conseiller technique du Ministère de l'Enseignement supérieur à Paris, et s'occupe notamment de la réforme des écoles normales supérieures, de la réforme doctorale, des IUT, de l'attribution du doctorat par les grandes écoles, et du programme de « L'informatique pour tous » dans les universités et les grandes écoles.
En 1986, il devient professeur de l'université René Descartes Paris V, où il crée une École des hautes études en informatique. Il retourne ensuite aux États-Unis, d'abord de 1991 à 1993 comme professeur à l'Institut de Technologie (NJIT) du New Jersey, puis de 1993 à 1998 comme professeur titulaire de chaire et patron du département d'ingénierie électrique et informatique à l'Université Duke et collabore avec la société IBM. De 1998 à 2003, il crée le département d'ingénierie électrique et informatique à l'université du centre de la Floride, en fusionnant des unités existantes et en réorientant leurs travaux, et il collabore avec la société Harris et d'autres entreprises.
En 2003, Gelenbe rejoint le Imperial College London comme professeur des réseaux, et patron des systèmes intelligents et réseaux. Dès 2017, après le vote du Brexit, il rejoint l'Institut d'informatique fondamentale et appliquée de l'Académie des sciences de Pologne et continue à y diriger plusieurs projets européens. En 2016 il fait partie du Comité de fondation de l'Académie des sciences et des technologies d'Algérie.

### Sociétés savantes
- Fellow de l'IEEE (1986), de l'ACM (2001), de l'IFIP (2019), et de la Royal Statistical Society (2020)
- Lauréat de l'Institut de France, grand prix France Télécom (1996)
- Membre de l'Academia Europaea (2005)[28]
- Membre de l'Académie des technologies (France, 2008)[29],[30].
- Membre Honoraire de l'Académie des sciences de Hongrie (2010)[31],[32]
- Membre de l'Académie des sciences de Turquie (Bilim Akademisi), 2012[33],[34]
- Membre étranger de l'Académie des sciences de Pologne (2013)
- Membre Associé de l'Académie royale des sciences, des lettres et des beaux-arts de Belgique (2015)
- Membre Honoraire de l'Académie des sciences du monde islamique ou (IWAS), 2022[35],[36]

### Prix et médailles
- Grand prix France Télécom (1996)[37]
- Prix de l'ACM SIGMETRICS (2008)[38]
- Médaille Oliver Lodge (2010)[39],[40]
- Prix Dennis Gabor (2013)[41]
- Prix Mustafa pour les sciences et les technologies de l'information et des communications (2017)[42]

### Distinctions
- Docteur honoris causa de l'université de Rome II (1996), de l'université du Bosphore (2004) et de l'université de Liège (2006)[43],[44]
- Commandeur (Commendatore) de l'Ordre du Mérite de la République italienne en 2005[45]
- Grand officier (Grande Ufficiale) de l'Ordre de l'Étoile de la solidarité italienne en 2007[46]
- Chevalier de la Légion d'honneur Il est fait chevalier le 18 avril 2014[47].
- Commandeur de l'ordre national du Mérite Il est fait chevalier le 15 février 1993, promu officier le 14 novembre 2001[48], puis promu commandeur le 29 mai 2019[49].
- Commandeur de l'Ordre de la Couronne de Belgique par Arrêté Royal du 28 octobre 2022[50].
- Officier de l'Ordre du Mérite de la République de Pologne (Krzyż Oficerski Orderu Zasługi Rzeczpospolitej Polskiej), par décrêt du Président de la République de Pologne, du 12 janvier 2024, remise le 10 juin 2024[51].
- Chevalier de l'ordre des Palmes académiques

## Publications sélectives
- E. Gelenbe "On languages defined by linear probabilistic automata", Information and Control, 16(5):487–501, (juillet 1970).
- E. Gelenbe "A realizable model for stochastic sequential machines", IEEE Trans. Comput. 20, 199–204 (1971).
- E. Gelenbe "On approximate computer system models", Journal of the ACM 22(2):261–269 (avril 1975).
- E. Gelenbe et I. Mitrani "Analysis and synthesis of computer systems", Academic Press (juin 1980), 239 pp.,  (ISBN 0-12-279350-1),  (ISBN 978-0-12-279350-9).
- E. Gelenbe "On the optimum checkpoint interval", Journal of the ACM, 26(2):259–270, (avril 1979).
- (en) E. Gelenbe, « Random neural networks with negative and positive signals and product form solution », Neural Computation, MIT Press., vol. 1, no 4,‎ 1989, p. 502-510 (DOI 10.1162/neco.1989.1.4.502, lire en ligne)
- (en) E. Gelenbe, « Learning in the Recurrent Random Neural Network », Neural Computation, vol. 5, no 1,‎ janvier 1993, p. 154-164 (DOI 10.1162/neco.1993.5.1.154, lire en ligne)
- E. Gelenbe "Product-Form queueing networks with negative and positive customers", Journal of Applied Probability, Vol. 28 (3): 656–663 (septembre 1991).
- (en) E. Gelenbe, « G-Networks with triggered customer movement », Journal of Applied Probability, vol. 30, no 3,‎ 1993, p. 742-748 (lire en ligne)
- (en) E. Gelenbe, Zhi-Hong Mao et Yan-Da Li, « Function approximation with spiked random networks », IEEE Trans. on Neural Networks, vol. 10, no 1,‎ 1999, p. 3–9 (DOI 10.1109/72.737488, lire en ligne)
- E. Gelenbe and G. Pujolle "Introduction to Queueing Networks", John Wiley & Sons, Inc. New York, 1987 et 2000.
- E. Gelenbe, R. Lent and Z. Xu "Design and performance of a cognitive packet network", Performance Evaluation, 46, (2–3): 155–176, October 2001.
- (en) E. Gelenbe et Khaled F. Hussain, « Learning in the multiple class random neural network », IEEE Transactions on Neural Networks, vol. 13, no 6,‎ 2002, p. 1257–1267 (DOI 10.1109/TNN.2002.804228, lire en ligne)
- E. Gelenbe, R. Lent et Z. Xu "Design and performance of a cognitive packet network", Performance Evaluation, 46, (2–3): 155–176, (octobre 2001).
- E. Gelenbe, Gellman, R. M. Lent, P. Liu et Pu Su  "Autonomous smart routing for network QoS", Proc. International Conference on Autonomic Computing: 232–239,  (ISBN 0-7695-2114-2), (17–18 Mai 2004).
- J.-M. Fourneau et E. Gelenbe "Flow equivalence and stochastic equivalence in G-networks", DOI 10.1007/s10287-003-0008-z, Computational Management Science, 1 (2): 179–192, (juillet 2004).
- E. Gelenbe "Steady-state solution of probabilistic gene regulatory networks", Physical Review E, 76(1), 031903 (2007).
- E. Gelenbe "A Diffusion Model for Packet Travel Time in a Random Multi-Hop Medium", ACM Trans. on Sensor Networks, 3 (2), Article 10, (juin 2007).
- E. Gelenbe "Dealing with software viruses: a biological paradigm", Information Security Technical Reports 12: 242–250, Elsevier Science, (2007).
- E. Gelenbe, G. Sakellari and M. d'Arienzo "Admission of QoS aware users in a smart network", ACM Trans. on Autonomous and Adaptive Systems, 3(1), Idaho TAAS-07-0003, (2008).
- E. Gelenbe "Network of interacting synthetic molecules in equilibrium" Proc. Royal Society A 464:2219–2228, (2008).
- E. Gelenbe et I. Mitrani "Analysis and Synthesis of Computer Systems" World Scientific, Imperial College Press, Singapore and London, (2009).
- E. Gelenbe "Analysis of single and networked auctions", ACM Trans. on Internet Technology, 9 (2), (2009).
- E. Gelenbe "Steps toward self-aware networks", Communications ACM, 52 (7):66–75, (juillet 2009).
- A. Berl, E. Gelenbe, M. Di Girolamo, G. Giuliani, H. De Meer, M. Quan Dang, et K. Pentikousis "Energy-efficient cloud computing", Comp. J. 53 (7): 1045–1051, (2010).
- E. Gelenbe "Search in unknown random environments", Phys. Rev. E 82: 061112, (2010).
- E. Gelenbe et C. Morfopoulou "A framework for energy aware routing in packet networks", Computer Journal, DOI 10.1093/comjnl/bxq092, (2011).
- O. H. Abdelrahman et E. Gelenbe. Time and energy in team-based search. Phys. Rev. E, 87(3):032125, (mars 2013).
- W. Serrano et E. Gelenbe. The Random Neural Network in a neurocomputing application for Web search. Neurocomputing 280: 123-134 (2018)
- L. Wang et E. Gelenbe, Adaptive Dispatching of Tasks in the Cloud. IEEE Trans. Cloud Computing 6(1): 33-45 (2018)
- Jun Du, C. Jiang, E. Gelenbe, L. Xu, J. Li, et Y. Ren. Distributed Data Privacy Preservation in IoT Applications. IEEE Wireless Commun. 25(6): 68-76 (2018)
- E. Gelenbe and Y. M. Kadioglu. "Energy life-time of wireless nodes with network attacks and mitigation," 2018 IEEE International Conference on Communications Workshops (ICC), IEEEXpress, (2018)
- Y. M. Kadioglu et E. Gelenbe. Product-Form Solution for Cascade Networks With Intermittent Energy. IEEE Systems Journal 13(1): 918-927 (2019)
- Jun Du, E. Gelenbe, C. Jiang, H. Zhang, Y. Ren, et H. Vincent Poor. Peer Prediction-Based Trustworthiness Evaluation and Trustworthy Service Rating in Social Networks. IEEE Trans. Information Forensics and Security 14(6): 1582-1594 (2019)
- J. Du, C. Jiang, E. Gelenbe, H. Zhang, Y. Ren, et T. Q. S. Quek. Double Auction Mechanism Design for Video Caching in Heterogeneous Ultra-Dense Networks. IEEE Trans. Wireless Communications 18(3): 1669-1683 (2019)
- J. Du, E. Gelenbe, C. Jiang, Z. Han, Y. Ren. Auction-Based Data Transaction in Mobile Networks: Data Allocation Design and Performance Analysis. IEEE Trans. Mob. Comput. 19(5): 1040-1055 (2020)
- M. G. Siavvas and E. Gelenbe. "Optimum checkpoints for programs with loops," Simul. Model. Pract. Theory 97 (2019)* E. Gelenbe and Y. Zhang. "Performance Optimization With Energy Packets," IEEE Systems Journal 13(4): 3770-3780 (2019)
- E. Gelenbe, J. Domanska, P. Frohlich, M. Nowak and S. Nowak. "Self-Aware Networks That Optimize Security, QoS, and Energy," in Proceedings of the IEEE (2020) DOI 10.1109/JPROC.2020.2992559 ieeexplore.ieee.org/stamp/stamp.jsp?tp=&arnumber=9103525
- E. Gelenbe. "Introduction to the Special Issue on the French–Polish Collaboration in Mathematical Models of Computer Systems, Networks and Bioinformatics," SN Computer Science 1 (1) (2020) DOI 10.1007/s42979-019-0044-6 link.springer.com/article/10.1007%2Fs42979-019-0044-6
- P. Frohlich, E. Gelenbe and M. P. Nowak. "Smart SDN Management of Fog Services," GIOTS 2020: Global IoT Summit 2020, pp. 1–6, IEEE Communications Society, 1–5 June 2020, Dublin, Ireland. DOI 10.1109/GIOTS49054.2020.9119542
- E. Gelenbe, G. Brasseur, V. Devant, V. Hallouin, J.-P. Haton, M. Judkiewicz, B. Rentier,E. Weikmans. "Promouvoir la science et l’innovation par un partage de la connaissance et une « science ouverte »," Rapport de l'académie Royale des Sciences, Arts et Lettres de Belgique (2020). http://academie-technologies-prod.s3.amazonaws.com/2020/07/01/08/59/54/aaa2092a-b8a4-4018-88fb-35af72bb71c4/RapportAcBelgique_Partagedelaconnaissance.pdf
- E. Gelenbe and M. Siavvas. "Minimizing energy and computation in long running software," Applied Science 11: 1169 (2021)  doi.org/10.3390/app11031169
- D. Kehagias, M. Jankovic, M. Siavvas and E. Gelenbe. "Investigating the Interaction between Energy Consumption, Quality of Service, Reliability, Security, and Maintainability of Computer Systems and Networks," SN Computer Science, 2 (1): 1-6 (2021) link.springer.com/article/10.1007/s42979-020-00404-8
- K. Filus, P. Boryszko, J. Domańska, M. Siavvas and E. Gelenbe. "Efficient Feature Selection for Static Analysis Vulnerability Prediction." Sensors, 21 (4): 1133 (2021) doi.org/10.3390/s21041133
- P. Fröhlich, E. Gelenbe, J. Fiołka, J. Chęciński, M. Nowak and Z. Filus. "Smart SDN Management of Fog Services to Optimize QoS and Energy". Sensors, 21(9): 3105 (2021) doi.org/10.3390/s21093105
- E. Gelenbe and M. Nakip. "Traffic Based Sequential Learning During Botnet Attacks to Identify Compromised IoT Devices," IEEE Access (Early Access), décembre 2022[52]
- E. Gelenbe. "Electricity Consumption by ICT: Facts, trends, and measurements," ACM Ubiquity, 2023 (August): 1-15 doi.org/10.1145/3613207DOI 10.1145/3613207
- E. Gelenbe and M. Nakip. "IoT Network Cybersecurity Assessment With the Associated Random Neural Network," IEEE Access 11: 85501-85512, August 2023 DOI 10.1109/ACCESS.2023.3297977
- G. S. Kuaban, E. Gelenbe, T. Czachórski, P. Czekalski, and J. K. Tangka. "Modelling of the Energy Depletion Process and Battery Depletion Attacks for Battery-Powered Internet of Things (IoT) Devices," Sensors 23 (13): 6183. doi.org/10.3390/s23136183
- Erol Gelenbe. "Electricity Consumption by ICT: Facts, trends, and measurements," ACM Ubiquity, 2023, August, 1-15. DOI 10.1145/3613207} 10.1145/3613207
- Y. Ma, E. Gelenbe, K. Liu. "Impact of IoT System Imperfections and Passenger Errors on Cruise Ship Evacuation Delay," Sensors 24 (6): 1850, 2024. DOI 10.3390/s24061850
- G. S. Kuaban, E. Gelenbe, T. Czachórski, P. Czekalski, V. Nkemeni "Energy performance of off-grid green cellular base stations," Performance Evaluation 165, 2024. doi.org/10.1016/j.peva.2024.1024
- E. Gelenbe, B. C. Gul, M. Nakip "DISFIDA: Distributed Self-Supervised Federated Intrusion Detection Algorithm with Online Learning for Health Internet of Things and Internet of Vehicles," Internet of Things 28, 101340, 2024 doi.org/10.1016/j.iot.2024.10134
- Y. Ma, E. Gelenbe, K. Liu "IoT Performance for Maritime Passenger Evacuation," 2024 IEEE 10th World Forum on the IoT, PP. 1-6, 2024
- J. Bergquist, E. Gelenbe, K. Sigman, "On an Adaptive-Quasi-Deterministic Transmission Policy Queueing Model," IEEE Computer Society, MASCOTS 2024, pp. 1-7, 2024
- G. S. Kuaban, T. Czachórski, E. Gelenbe, P. Czekalski, "Energy performance of Internet of Things (IoT) networks for pipeline monitoring," The 20th International Wireless Communications and Mobile Computing, IEEEXplore, 2024
- M. Nakip, E. Gelenbe, "Online Self-Supervised Deep Learning for Intrusion Detection Systems," IEEE Transactions on Information Forensics and Security 19, pp. 5668-5683, 2024 www.iitis.pl/sites/default/files/pubs/2306.13030v2.pdf
- Erol Gelenbe, Mert Nakıp et Miltiadis Siavvas, « System Wide Vulnerability and Trust in Multi-Component Communication System Software », IEEE Network,‎ 2024, p. 1 (DOI 10.1109/MNET.2024.3452962)
- Erol Gelenbe, Mert Nakıp et Miltiadis Siavvas, « System Wide Vulnerability and Trust in Multi-Component Software », Computers & Industrial Engineering, vol. 196,‎ octobre 2024, p. 100453 (DOI 10.1016/j.cie.2024.110453)
- Erol Gelenbe, Baran Can Gul et Mert Nakip, « DISFIDA: Distributed Self-Supervised Federated Intrusion Detection Algorithm with Online Learning for Health Internet of Things and Internet of Vehicles », Internet of Things, vol. 28,‎ octobre 2024, p. 101340 (DOI 10.1016/j.iot.2024.10134)
- Erol Gelenbe, « Minimizing Delay and Power Consumption at the Edge », Sensors, vol. 25(2),‎ janvier 2025, p. 502 (DOI 10.3390/s25020502)
- Erol Gelenbe et Mohammed Nasereddin, « Adaptive Attack Mitigation for IoV Flood Attacks », IEEE Internet of Things Journal, vol. 12,‎ février 2025 (lire en ligne)